# Armistițiul de Crăciun

Soldați britanici și germani în timpul armistițiului de Crăciun.

Armistițiul de Crăciun (în engleză: Christmas truce; germană: Weihnachtsfrieden; franceză: Trêve de Noël) a fost o serie de „încetări ale focului” neoficiale care au avut loc în zilele din jurul Crăciunului din 1914 în diferite zone ale frontului de vest al Primului Război Mondial.
Deja în săptămâna dinaintea Crăciunului, trupele germane și britanice au început să schimbe salutări și cântece din tranșeele lor respective, iar ocazional unii indivizi treceau liniile pentru a aduce cadouri soldaților de pe cealaltă parte. În Ajunul Crăciunului și  ziua de Crăciun un număr mare de soldați din unitățile germane și britanice (precum și, într-o măsură mai mică, unități franceze) au părăsit spontan tranșeele pentru a se întâlni în pământul nimănui pentru a se fraterniza, a face schimb de mâncare și suveniruri. Pe lângă celebrarea ceremoniilor religioase comune și înmormântarea celor căzuți, soldații celor două părți au întreținut relații de prietenie între ei până la organizarea unor meciuri de fotbal improvizate.
Armistițiul nu a fost un eveniment organizat și nici nu a fost universal răspândit: în diferite zone ale frontului luptele au continuat pe tot parcursul zilei de Crăciun, în timp ce în alte părți s-a negociat doar un armistițiu momentan pentru îngroparea celor căzuți. Episoadele de fraternizare cu inamicul au fost judecate negativ de înaltele comandamente și strict interzise pentru viitor: deja în anul următor unele unități au organizat încetarea focului pentru ziua de Crăciun, dar armistițiile nu au atins gradul de intensitate și fraternizare ale celor din Crăciunul anului 1914; pentru Crăciunul din 1916, după experiențele traumatizante ale bătăliilor sângeroase de la Verdun și Somme și utilizarea pe scară largă a armelor chimice, nu a fost organizat niciun armistițiu.
În primele luni ale conflictului, când războiul de tranșee era încă la început, episoadele de armistițiu spontan între facțiunile adverse nu erau episoade rare și nici nu se limitau doar la perioada Crăciunului: în multe sectoare un fel de „trăiește și lasă să trăiască” a stabilit relația între soldații și unitățile adverse, și a limitat adesea atitudinile agresive sau permitea acte de fraternizare, precum schimbul de țigări sau încetarea neoficială a focului pentru a permite recuperarea morților și răniților de pe pământul nimănui. Armistițiul de Crăciun din 1914 a fost cel mai semnificativ episod al întregului conflict atât pentru numărul mare de soldați implicați mai mult sau mai puțin simultan, cât și pentru gradul ridicat de participare și fraternizare care s-a dezvoltat.

## Armistițiul
Deși nu s-a încheiat niciun acord oficial între beligeranți, în cursul Crăciunului anului 1914, aproximativ 100.000 de soldați britanici și germani au fost implicați într-o serie de armistiții spontane de-a lungul sectoarelor lor de pe frontul din Flandra, Belgia. Primele episoade au avut loc în noaptea de ajun, când soldații germani au început să așeze decorațiuni de Crăciun în tranșeele lor din zona Ypres (în special în sectorul satelor Saint-Yvon/Saint-Yves, Plugstreet/Ploegsteert și Comines/Warneton), unde Bruce Bairnsfather (cunoscut umorist și caricaturist britanic, pe atunci căpitan al unei unități de mitraliere a Regimentului Regal Warwickshire) a descris episodul: germanii au început să pună lumânări pe marginea tranșeelor și pe unii pomi din apropiere, începând apoi să cânte niște cântece tipice de Crăciun; de cealaltă parte a frontului, britanicii au răspuns începând și ei să cânte, și după scurt timp soldații din ambele părți au început să traverseze pământul nimănui pentru a schimba mici daruri cu omologii lor, precum mâncare, alcool, tutun și suveniruri, cum ar fi nasturi de uniforme și șepci.
În multe cazuri episoadele de fraternizare au continuat chiar și în dimineața de Crăciun: un ger puternic a întărit pământul și a împrăștiat mirosul de putrefacție al cadavrelor neîngropate, iar mai multe grupuri de soldați din cele două părți s-au întâlnit în pământul nimănui pentru a schimba cadouri și a face poze. Imagine de memorie; nivelul de fraternizare a fost de așa natură încât s-au organizat chiar meciuri de fotbal improvizate între soldații germani și britanici.
În sectoarele frontului afectate de armistițiu, artileria a rămas tăcută și nu au avut loc lupte de amploare pe toată perioada Crăciunului; chiar și așa, totuși, în unele cazuri soldații care se apropiau de tranșeele inamice au fost împușcați de adversarii lor. În majoritatea sectoarelor vizate, armistițiul a durat doar pentru ziua de Crăciun, dar în unele cazuri a durat până în noaptea de Revelion.
Bruce Bairnsfather, martor al evenimentelor, a scris:
„Nu voi uita acea zi ciudată și unică de Crăciun pentru nimic în lume... Am observat un ofițer german, un fel de locotenent cred, și fiind puțin colecționar i-am spus că mi-am pierdut mințile din cauza unora nasturi [de pe uniforma sa]... Mi-am luat cleștele și, cu câteva mișcări inteligente, i-am tăiat câțiva nasturi și i-am pus în buzunar. Apoi i-am dat în schimb doi dintre nasturii mei... În cele din urmă, l-am văzut pe unul dintre mitralierii mei, care în viața civilă era un fel de frizer amator, intenționat să tundă părul nefiresc de lung al unui „Boche” (soldat german) docil, care a rămas cu răbdare în genunchi pe pământ în timp ce mașina i se strecura în spatele gâtului.„
Un alt martor britanic, căpitanul Sir Edward Hulse Bart, a relatat că primul interpret pe care l-a întâlnit pe liniile germane era originar din Suffolk, unde își lăsase iubita și motocicleta; Hulse Bart a descris, de asemenea, un cântec care „se termină cu un „Auld Lang Syne” care ne-a unit pe toți, englezi, scoțieni, irlandezi, prusaci, württembergieni etc. A fost absolut incredibil și dacă l-aș fi văzut într-un film aș fi jurat că era totul regizat!”. Locotenentul german Johannes Niemann a scris: „a luat binoclul și a privit cu atenție peste parapet, am avut vederea incredibilă a soldaților noștri schimbând țigări, rachiu și ciocolată cu inamicul.

## Opinia publică

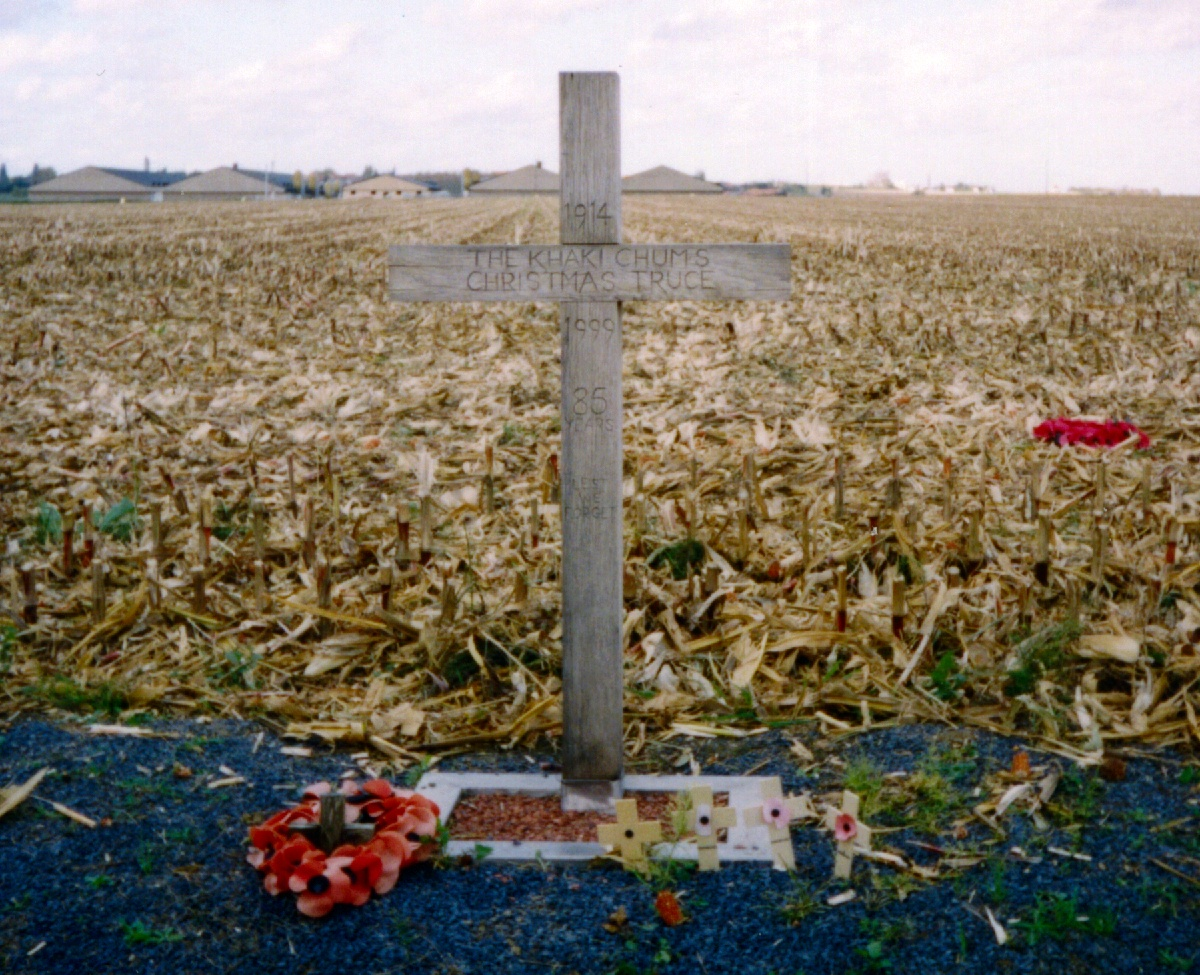
O cruce din Saint-Yves (Saint-Yvon – Ploegsteert; Comines-Warneton în Belgia) pusă în anul 1999, pentru a comemora locul armistițiului de Crăciun. Textul spune:
„1914 – Armistițiul de Crăciun a grupului Khaki Chum – 1999 – 85 de ani – Să nu uităm”

Evenimentele armistițiului din 1914 nu au fost raportate în presă zile întregi, într-un fel de autocenzură neoficială ruptă în cele din urmă la 31 decembrie 1914 de The New York Times din SUA (o țară încă neutră la acea vreme); Ziarele britanice au făcut coadă la începutul lui ianuarie 1915, raportând numeroase relatări la persoana întâi de la soldații înșiși, extrase din scrisorile trimise familiilor lor, precum și editoriale care comentau „una dintre cele mai mari surprize ale unui război uluitor”. Din 8 ianuarie 1915 au început să fie publicate primele fotografii ale evenimentelor, în special din ziarele Daily Mirror și Daily Sketch; tonul general al articolelor a fost puternic în favoarea evenimentului, Times aprobând „lipsa de răutate” larg răspândită între ambele părți, iar Mirror deplângând „absurditatea și tragedia” care se va relua după armistițiu.
Acoperirea evenimentului din Germania a fost mai slabă, multe ziare criticând soldații care au participat la armistițiu și nu au fost publicate imagini ale evenimentului. În Franța, cenzura puternică a asigurat ca singura relatare a evenimentelor să vină doar din poveștile soldaților de pe front sau ale celor răniți în spitale: la aceste zvonuri tot mai mari, ziarele au răspuns prin retipărirea unui avertisment guvernamental anterior potrivit căruia fraternizarea cu inamicul era trădare; abia la începutul lunii ianuarie 1915 au fost publicate declarații oficiale privind armistițiul de Crăciun, tinzând mai mult decât orice altceva să minimizeze amploarea și răspândirea evenimentelor.

## Comemorări
În 1999, așa-numiții „Khaki Chums” (oficial: Asociația pentru Comemorarea Militară) au vizitat o parte a Flandrei și au recreat armistițiul de Crăciun, trăind așa cum au trăit soldații britanici din Primul Război Mondial, lipsiți de confortul modern. Au fost scrise mai multe cărți despre armistițiul de Crăciun, inclusiv Silent Night: The Story of the World War I Christmas Truce, de Stanley Weintraub, care relatează evenimente din mărturie de primă mână, și Mica pace din Marele Război lui Michael Jürgs, care își propune să aducă evenimentul la lumină cu mărturii și adăugând considerații istorice, sociale și politice pentru a găsi originea și sensul episodului. Un monument al armistițiului de Crăciun a fost dezvelit la 11 noiembrie 2008 la Frelinghien, la granița dintre Franța și Belgia. Alte monumente în memoria acestui episod au fost construite de UEFA la Ploegsteer, lângă Ypres, Belgia, unde s-a disputat unul dintre numeroasele meciuri de fotbal între germani și englezi pe 25 decembrie.

## În cinematografie
Filmul Crăciun fericit din anul 2005 a tematizat Armistițiul de Crăciun.